# Кладовище Ковпитської казарми
Кладовище Ковпитської казарми — невеликий некрополь у Деснянському районі міста Києва. Виник для поховання мешканців хутора Ковпит. 
Розташоване 500 м на захід від старого місця Ковпитської казарми і на відстані 400 метрів на північний схід від ТЕЦ-6. Первісно виникло при хуторі лісництва. Уперше позначене на топографічній мапі 1932 року, на давніших картах, зокрема, карті 1918 року, відсутнє. Під час Другої світової війни тут поховали загиблих бійців. Нараховується близько 40 поховань, частина яких занедбана, але час від часу тут продовжують ховати людей.